# Blood of Dracula
Blood of Dracula è un film horror del 1957 diretto da Herbert L. Strock ed interpretato da Sandra Harrison, Louise Lewis e Gail Ganley. È uno dei due follow-up films to AIP's box office hit I Was a Teenage Werewolf. Nonostante il titolo, il film non ha nulla a che fare con Dracula o il suo sangue.
Blood of Dracula è stato distribuito cinematograficamente nel 1957 in un doppio lungometraggio con La strage di Frankenstein.

## Trama
Sei settimane dopo la morte della moglie, il signor Perkins si risposa con Doris e decide di iscrivere la figlia diciottenne Nancy in un collegio, la Sherwood School for Girls. Sono accolti dalla preside, la signora Thorndyke, che sottolinea a Nancy che la scuola non è un istituto correttivo ma una scuola preparatoria privata con un'ottima reputazione. Quella notte e la mattina seguente a colazione Nancy viene immediatamente molestata dalle sue compagne di stanza. Dopo che la signora Thorndyke presenta ufficialmente Nancy alle ragazze, Myra, il loro capo, dice a Nancy che è stato positivo il fatto che non abbia menzionato nulla del modo in cui loro si sono comportate la notte precedente.
Myra racconta a Nancy anche del loro club segreto, "The Birds of Paradise" e la presenta a Eddie, un giovane con il quale le ragazze del club si divertono. Myra è l'assistente di Miss Branding, insegnante di chimica della scuola, che sta scrivendo una tesi sulla sua convinzione che esista un "potere terribile", "abbastanza forte da distruggere il mondo - sepolto in ognuno di noi". Se può dimostrare che è così, spera che la comunità scientifica abbandonerà i loro esperimenti con l'energia nucleare ed altre armi di distruzione di massa. Quando Branding dice a Myra che sta cercando una ragazza speciale su cui sperimentare, Myra suggerisce Nancy.
Durante la lezione di chimica, Myra e la sua amica Nola scambiano deliberatamente una sostanza chimica per bruciare Nancy, facendola reagire violentemente. Incuriosita, Miss Branding parla con Nancy e si guadagna la sua fiducia. Quindi chiede a Nancy se può ipnotizzarla e Nancy è d'accordo. Miss Branding posiziona un amuleto dell'antichità attorno al collo, dicendo a Nancy che proveniva dalla regione dei Monti Carpazi e che è in grado di guarire, oltre che di distruggere - ed ha la capacità di rilasciare poteri spaventosi. Mentre Nancy guarda l'amuleto, Miss Branding la ipnotizza e le ordina di obbedirle sempre.
Più tardi, Eddie e due ragazzi locali, Tab e Joe, si arrampicano nella stanza delle ragazze mentre queste stanno organizzando la festa di iniziazione di Nancy. In un edificio vicino, Miss Branding sente il rumore e, nonostante la distanza, è in grado di ri-ipnotizzare Nancy, trasformandola in un vampiro. La festa viene interrotta dalla disciplinare Miss Rivers, che quindi invia Nola nello scantinato per recuperare i rifornimenti. Mentre si trova nel seminterrato, Nola viene attaccato da qualcosa di subumano ed uccisa.
La mattina dopo, mentre il sergente Stewart indaga sull'omicidio, Nancy non è in grado di svegliarsi fino a quando Miss Branding non glielo ordina e, quando racconta un incubo che ha avuto, la donna le ordina di dimenticarlo.
Al quartier generale della polizia, il coroner informa il tenente Dunla di aver trovato due punture nella vena giugulare di Nola e che il corpo della ragazza era prosciugato di sangue. Mike, un giovane assistente del coroner che ha condiviso una stanza alla scuola di medicina con "uno studente in scambio da una piccola città nei Carpazi", ricorda le storie del suo amico sui vampiri. Dunlap non è però impressionato da questa teoria.
Le ragazze in seguito organizzano una caccia al tesoro di Halloween nel cimitero locale e Nancy viene nuovamente trasformata in un vampiro ed uccide un'altra ragazza, oltre a Tab. La polizia sottopone tutte le ragazze della caccia al tesoro alla macchina della verità, tuttavia, Miss Branding è in grado di alterare le risposte di Nancy alle domande mediante ipnosi remota.
Tornata a scuola, Nancy, confusa e spaventata dalle sue trasformazioni, chiede aiuto a Miss Branding, ma la donna le assicura che l'esperimento finirà presto e che sarà orgogliosa della sua parte avuta nel salvare l'umanità dall'autodistruzione. Lo stato minaccia di chiudere la scuola a causa degli omicidi irrisolti e, di conseguenza, Mrs. Thorndyke chiede a Miss Branding di assumere alcune delle sue funzioni mentre essa tenta di calmare i genitori preoccupati. Glenn, il fidanzato di Nancy, arriva all'improvviso a scuola, allarmato per le notizie sui massacri, ma la ragazza si comporta freddamente nei suoi confronti, temendo di poterlo attaccare ed ucciderlo.
Nancy si reca quindi nel laboratorio di Miss Branding e chiede alla donna di liberarla dall'esperimento e dal suo potere, ma l'ossessionata Miss Branding rifiuta e la ipnotizza di nuovo. Nancy ancora una volta si trasforma in un vampiro, tuttavia questa volta attacca Miss Branding, strangolandola a morte con la collana dell'amuleto. Mentre lottano, Miss Branding riesce ad impalare Nancy con un pezzo di mobilio rotto, mentre Glenn, Mrs. Thorndyke e Myra entrano nel laboratorio. Dopo aver scoperto che la tesi scritta da Miss Branding è stata distrutta dall'acido, Mrs. Thorndyke dichiara che coloro che distorcono e deformano la conoscenza per scopi malvagi lavorano per la propria distruzione.

## Produzione
Scritto e sceneggiato dallo scrittore Ralph Thornton, il film ha una sorprendente somiglianza con il precedente successo al botteghino estivo dell'AIP, I Was a Teenage Werewolf.

## Accoglienza
Alla sua uscita teatrale, la Conferenza dei vescovi cattolici degli Stati Uniti ha descritto il film come un "refrigeratore a basso budget ... in cui un nuovo studente nella scuola di preparazione di una ragazza si trasforma in un vampiro omicida dopo essere caduto sotto l'incantesimo ipnotico della femminista insegnante di scienze della scuola ... Violenza stilizzata, minacciosa minaccia e insinuazione sessuale" e ha dato al film una valutazione "Solo per adulti".

Per la sua uscita in DVD, DVD Verdict ha scritto: "Blood of Dracula non ha nulla a che fare con Dracula, ma piuttosto contamina la leggenda dei vampiri sul destino di una ragazzina irritabile. Il film prende sostanzialmente la stessa strada di I Was a Teenage Werewolf, ma non è mai all'altezza di questo sforzo, specialmente con le svolte mostruose di Harrison mantenute al minimo indispensabile, ma il suo trucco da pipistrello selvaggio è memorabile, guardando più vicino a "Nosferatu" con i capelli grandi di ogni altra cosa e un numero musicale improvvisato, 'Puppy Love' è uno spasso."